# Leichtathletik-Weltmeisterschaften 2009/Teilnehmer (Dominica)
| Gelbes Symbol für Goldmedaillen mit stilisierten Olympischen Ringen | Graues Symbol für Silbermedaillen mit stilisierten Olympischen Ringen | Braundes Symbol für Bronzemedaillen mit stilisierten Olympischen Ringen |
| ------------------------------------------------------------------- | --------------------------------------------------------------------- | ----------------------------------------------------------------------- |
| —                                                                   | —                                                                     | —                                                                       |

Der Leichtathletik-Verband Dominicas stellte einen Athleten bei den Leichtathletik-Weltmeisterschaften 2009 in Berlin.

## Ergebnisse

### Männer

#### Laufdisziplinen
| Athlet          | Disziplin | Vorlauf    | Vorlauf | Halbfinale | Halbfinale | Finale             | Finale             |
| Athlet          | Disziplin | Zeit       | Platz   | Zeit       | Platz      | Zeit               | Platz              |
| --------------- | --------- | ---------- | ------- | ---------- | ---------- | ------------------ | ------------------ |
| Erison Hurtault | 400 m     | 45,55 s SB | 15      | 45,59 s    | 15         | nicht qualifiziert | nicht qualifiziert |